# Gasparazzo
Gasparazzo è un gruppo musicale reggae rock formatosi a Reggio Emilia nel 2003.
Il nome rende omaggio al fumetto creato nel 1972 da Roberto Zamarin e pubblicato dal quotidiano Lotta Continua.

## Storia del gruppo
Il gruppo viene fondato a Reggio Emilia nel 2003 da Alessandro Caporossi, Generoso Pierascenzi e l'ex Acid Folk Alleanza Lorenzo Lusvardi.
Nel 2004, con la canzone dedicata a Georg Elser, vincono il Festival delle Arti di Bologna diretto da Andrea Mingardi.
Nel 2007 realizzano il primo album ufficiale collaborando con Simone Filippi già negli Üstmamò e Giuseppe Fontanella dei 24 Grana.
Il disco Tiro di classe viene pubblicato dalla Self Distribuzione.
Nel 2010 esce l'album Fonostorie, autoprodotto, registrato sempre allo Ust Studio e distribuito dalla milanese Goodfellas.
Nello stesso anno la band si reca a sud di Tindouf nel Sahara algerino per un progetto dell'associazione Jaima Saharawi e Dar Voce, il centro per il volontariato di Reggio Emilia. Il fine è quello di sensibilizzare l'opinione pubblica sulla causa del Sahara Occidentale. Il gruppo incontra rappresentanti del Polisario e ministri della Repubblica Democratica Araba dei Sahraui (RASD), suona negli auditorium del deserto e nella locale Radio nazionale della RASD. Esce, a luglio del 2010, il DVD+Libro Sabbia e libertà che racconta il viaggio della band. Sempre nel 2010 esce la compilation Clowns and Jugglers prodotta dalla Octopus Records e distribuita dalla Goodfellas; si tratta di un tributo a Syd Barrett e il brano suonato dalla band è Love You. Alcune canzoni dei Gasparazzo hanno contenuti biografici, come i brani ispirati alla vita e alle opere di Georg Elser, Tina Modotti, Otello Sarzi e Dietrich Bonhoeffer.
Nel 2012 la band pubblica il terzo album dal titolo Obiettivo sensibile, distribuito dalla Venus di Milano.
Nel 2013 inizia la collaborazione con l'etichetta ferrarese Model Label che pubblica, nel gennaio 2014, la raccolta di brani inediti dedicati alla Resistenza italiana che formano Esiste chi resiste, un album che raccoglie il lavoro di oltre dieci anni, iniziato nel 2003 in seguito alle richieste di alcuni comuni delle province di Modena e Reggio Emilia di musicare le vicende e i personaggi che fecero la Liberazione d’Italia.
Nel 2014 esce l'album Mo' Mo' che contiene il brano Cristo è là, dedicato a Federico Aldrovandi, il cui testo è scritto da Lino Aldrovandi, padre di Federico. L'album contiene anche il brano Rovesciala, classificatosi secondo al contest per l'inno dei Mondiali Antirazzisti di Bosco Albergati (indetto dal Mei nel 2013).
Nel 2016 la band pubblica l'album Forastico registrato in presa diretta al Teatro Vittoria di Pennabilli.
Nel 2019 la band torna in studio e pubblica l'album Pane e Musica  (New Model Label/Audioglobe)), registrato presso il Bunker Studio di Rubiera (Mo) da Gabriele Riccioni.

## Band
- Alessandro Caporossi - Voce, chitarra, rumori
- Alfredo De Vincentiis - Batteria
- Generoso Pierascenzi - Chitarre, campionamenti

## Discografia
- 2007 - Tiro di classe (Terracalda/Self)
- 2010 - Fonostorie (Gasparazzo/Goodfellas)
- 2012 - Obiettivo sensibile (Autonomix/Venus)[5]
- 2014 - Esiste chi resiste Archiviato il 24 aprile 2014 in Internet Archive.
- 2014 - Mo' Mo' (New Model Label/Believe)

- 2016 - Forastico  [Live in Pennabilli] Archiviato il 12 maggio 2016 in Internet Archive.(New Model Label Archiviato il 24 aprile 2014 in Internet Archive.)
- 2019 - Pane e Musica  (New Model Label/Audioglobe))

## Partecipazione a compilation
- 2007 - Clowns and Jugglers (Octopus/Goodfellas)
- 2007 - Skannibal Party 07 (Mad Butcher)
- 2017 - Everybody wants to be Karne Murta (Masnada Records)

## Colonne sonore
- 2004 - Perché le donne non fanno la guerra di Nannavecchia/Pecorari - Vitagraph[6]
- 2007 - Fuga d'autore - Filmhackers